# Montego Bay
Montego Bay este un oraș din Jamaica. În 2001 avea o populație de 96.488 de locuitori și 175.127 în aria metropolitană. Este o destinație populară pentru turiștii din toată lumea. Orașul este servit de cel mai mare aeroport din țară, Sangster International Airport. Orașul este înconjurat de munți pitorești mici.